# Selbukta
Die Selbukta (norwegisch für Robbenbucht) ist eine Bucht vor der Prinzessin-Martha-Küste des ostantarktischen Königin-Maud-Lands. Sie liegt am nordöstlichen Ende des Riiser-Larsen-Schelfeises unmittelbar südlich des Kap Norvegia.
Der norwegische Polarforscher Hjalmar Riiser-Larsen entdeckte sie 1930 und benannte sie nach den in der Bucht in Großer Zahl anzutreffenden Robben.